# Martin Feldstein
Martin Stuart "Marty" Feldstein (Nueva York, 25 de noviembre de 1939-Boston, 11 de junio de 2019) fue un economista estadounidense. Profesor de Economía en la Universidad de Harvard y presidente emérito de la National Bureau of Economic Research (Oficina Nacional de Investigación Económica —NBER—). Ejerció de Presidente y Director Ejecutivo de la NBER desde 1978 hasta 2008. Entre 1982 y 1984, Feldstein ejerció como presidente del Consejo de Asesores Económicos y como principal asesor económico del presidente de Estados Unidos Ronald Reagan (donde sus puntos de vista de halcón del déficit se enfrentó con las políticas económicas de la administración Reagan). También fue miembro del Think tank del Grupo de los Treinta desde 2003.

## Biografía
Obtuvo la Medalla John Bates Clark en 1977, que es entregada anualmente por la Asociación Estadounidense de Economía a "aquel estadounidense de menos de cuarenta años que se considere haya hecho una gran contribución al pensamiento económico y al conocimiento".
En 1980, publicó junto a Charles Horioka, uno de sus trabajos más conocidos sobre la evolución de la inversión y el ahorro a nivel macroeconómico en varios países. Hallaron que en el largo plazo, el capital tiende a permanecer en su país de origen —esto es, el ahorro de un país se utiliza para financiar sus oportunidades de inversión—. Esto ha sido conocido como la paradoja de Feldstein-Horioka.
En 2005, fue uno de los candidatos a suceder a Alan Greenspan al frente de la Reserva Federal de Estados Unidos.

### Sobre Martin Feldstein
- Ahorro e Inversión en el Largo Plazo: el caso de América Latina

- Datos: Q1904913